# Kirton (Suffolk)
Kirton is een civil parish in het bestuurlijke gebied Suffolk Coastal, in het Engelse graafschap Suffolk. In 2001 telde het civil parish 1086 inwoners.